# Santiago Suárez (músico)
Santiago Suárez (Mercedes, 8 de septiembre de 1949 - Buenos Aires, 16 de diciembre de 2020) fue un cantante de música folklórica de Argentina, con registro de tenor, primera voz del Quinteto Tiempo.

## Trayectoria
Santiago Suárez ingresó en 1971 al Quinteto Vocal Tiempo, un grupo de La Plata fundado en 1966, en reemplazo de Alfredo Sáenz, quedando integrado desde ese momento por el propio Suárez, junto a Alejandro Jáuregui, Eduardo Molina, Rodolfo Larumbe y Ariel Gravano, con la dirección de Carlos Groisman. Esta formación se mantendría estable y sin cambios en adelante, circunstancia inusual entre los grupos musicales. 
En 1972 adoptaron el nombre Quinteto Tiempo y grabaron su primer álbum El río está llamando (1973), tomando para título una canción de Julio Lacarra sobre la insurrección popular conocida como el Cordobazo.
A partir de 1975 y sobre todo con la dictadura instalada en 1976 el grupo sufrió amenazas y censura, lo que le impidió difundir su trabajo en Argentina. Con esas restricciones grabaron entre 1975 y 1982 cinco álbumes y participaron en festivales internacionales y trabajos en conjunto con otros importantes artistas latinoamericanos.
En 1984, con la recuperación de la democracia en Argentina, volvieron a poder lanzar un álbum en su país, su séptimo trabajo propio, titulado simplemente Quinteto Tiempo. Desde entonces se destacó su obra de difusión de la nueva canción latinoamericana (Vamos a andar) y Quinteto Tiempo canta a Armando Tejada Gómez (2002).

## Obra

### Álbumes

#### Con el Quinteto Tiempo
1. El río está llamando, EMI-Odeón, Buenos Aires, 1973
2. Quinteto Tiempo Vol 2, EMI-Odeón, Buenos Aires, 1975 (prohibido en Argentina y distribuido sólo en el exterior)
3. El pueblo unido, Amiga RD, Alemania, ? (prohibido en Argentina y distribuido sólo en el exterior)
4. Quinteto Tiempo Vol 3, EMI-Odeón, Buenos Aires, 1975 (prohibido en Argentina y distribuido sólo en el exterior)
5. Canto del pueblo argentino, Love Records, Finlandia, 1978
6. De lejos vengo, Yasi Musical, Paraguay, 1982
7. Quinteto Tiempo, EMI, 1984
8. Vamos a andar, Todas las voces
9. ...y otras pasiones,
10. Somos lo que éramos, Fonocal, 1993
11. QT canta a Armando Tejada Gómez, Fonocal, 2002
12. Éramos lo que somos, Fonocal
13. Vivo, Fonocal, 2004
14. Antológico, Fonocal, 2006